# 가미카와군 (이시카리국)

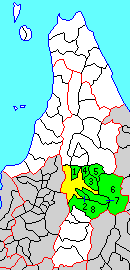
가미카와 군 (이시카리 국)의 위치

가미카와군(일본어: 上川郡)은 일본 가미카와 지청의 중부에 위치하는 군이다.
인구 49,003명, 면적 2,723.4km², 인구밀도 18명/km².(2025년 2월 28일, 주민기본대장인구)
이하. 8정으로 구성된다.
- 다카스정(鷹栖町)
- 히가시카구라정(東神楽町)
- 도마정(当麻町)
- 핏푸정(比布町)
- 아이베쓰정(愛別町)
- 가미카와정(上川町)
- 히가시카와정(東川町)
- 비에이정(美瑛町)

## 역사
에도 시대에 가미카와 군역은 서 에조치에 속했고 마쓰마에번령이었다. 에도 시대 후기가 되면서 국방상의 이유로부터 군역은 천령이 되었다. 1869년 8월 15일에 가미카와 군이 두어져 홋카이도 이시카리국에 포함되었다. 군명은 이시카리강의 상류에 해당하는 것에서 명명되었다. 북쪽으로 데시오국 가미카와 군과는 시오카리 고개로 동쪽의 도카치국 가미카와 군과는 다이세쓰 산계를 통해 접하고 있다.

## 같이 보기
- 가미카와 군 (데시오 국)
- 가미카와 군 (도카치 국)